# Сеймур Крей
Сеймур Роджер Крей (англ. Seymour Roger Cray; 28 вересня 1925, Чиппева-Фоллс, Вісконсин, США — 5 жовтня 1996 року, Колорадо-Спрінгс, США) — американський інженер в області обчислювальної техніки, творець ряду американських суперкомп'ютерів. Славу винахіднику приніс комп'ютер CDC 6600.

## Біографія
Крей народився в Чиппева-Фоллс (штат Вісконсин, США). Його батько був інженером-будівельником і прищеплював синові інтерес до науки та інженерної справи.
Сеймур закінчив середню школу в Чиппева-Фоллс в 1943 році, після чого був покликаний в американську армію як оператор радіостанції. Спочатку він був в Європі, після чого на Тихому океані, де працював над розшифровкою японських повідомлень.
Сеймур Крей помер у жовтні 1996 року від поранень, отриманих в автокатастрофі.

## Кар'єра
Крей почав свою кар'єру в 1951 році з роботи в компанії Engineering Research Associates (ERA). Компанія займалася створенням криптографічного обладнання для ВМФ США. Працюючи в ERA, Крей створив свій перший комп'ютер — модель ERA 1103 (1953). У 1952 році ERA була куплена компанією Remington Rand. До цього Remington Rand в 1950 році придбала компанію Eckert-Mauchly Computer Corporation, яка працювала над комп'ютерами UNIVAC. Ці дві куплені компанії були об'єднані в підрозділ UNIVAC Division, і комп'ютер Крея випустили під назвою UNIVAC 1103. У 1955 році Remington Rand об'єдналася з компанією Sperry Corporation, утворивши компанію Sperry-Rand, а підрозділ UNIVAC Division було перейменовано в Sperry-UNIVAC. Багато колишніх працівників ERA були незадоволені своїм становищем, яке вони посідали в гігантському конгломераті, і в 1957 році вони вирішили відділитися від Sperry-Rand і створити свою компанію Control Data Corporation.

### Control Data Corporation
До кінця 1957 Сеймур Крей, що був пов'язаний зобов'язаннями з Військово-морським флотом США, залишався працювати в Sperry-Rand над системою NTDS, точніше він розробляв комп'ютер AN / USQ-17 для цієї системи. Як тільки основна робота над цим проєктом була завершена, Крей приєднався до компанії Control Data Corporation, вклавши в статутний капітал 5000 доларів своїх особистих заощаджень.

#### CDC 1604
Відразу після переходу в CDC Крей почав роботу над прототипом під назвою «Little Character», використовуючи транзистори, а не вакуумні лампи. Через складне фінансове становище молодої компанії він збирав прототип з бракованих транзисторів, які тільки міг придбати за низькою ціною в місцевих магазинах радіодеталей, компенсуючи «брак» дотепними схемами. Весь 1958 пішов на створення 6-бітного прототипу і розробку його модульної структури.
У CDC, спираючись на дослідження, проведені в Sperry-Rand за проєктом навігаційної системи (проєкт Athena) для міжконтинентальних балістичних ракет Titan, і на експерименти з «Little Character», Крей побудував перший повноцінний комп'ютер   CDC 1604 , використовуючи германієві транзистори. Корпоративна легенда стверджує, що номер комп'ютера (1604) був отриманий шляхом простого складання номери з адреси, де розташовувалася компанія CDC (501 Park Avenue), з номером останнього комп'ютера (ERA / UNIVAC 1103), над яким працював Крей в Sperry-Rand до відходу в CDC .
48-бітний CDC 1604 був представлений на ринку в 1960 році, і на той момент з тактовою частотою 0,2 МГц (час такту 5 мікросекунд) він був найшвидшим комп'ютером в світі. Перший екземпляр був поставлений в Naval Postgraduate School, а наступні продані Ліверморській національній лабораторії, Університету штату Іллінойс, компаніям Northrop і Lockheed, Національному бюро стандартів, і навіть Уряду Ізраїлю . Роком пізніше за довгі триденні вихідні Крей розробив зменшену 12-бітну версію CDC 1604, яка отримала назву CDC 160A . CDC 160A містився в звичайному конторському столі і був по суті першим в історії мінікомп'ютером. Він використовувався як консоль введення-виведення даних в CDC 1604, або як віддалений термінал. На його основі було створено сімейство мінікомп'ютерів CDC 160, а модифіковану версію CDC 160A Крей використовував як периферійні процесори у своєму суперкомп'ютері CDC 6600.
Його наступні проєкти комп'ютерів — CDC 6600 і CDC 7600  — визначили нові стандарти для всієї промисловості.

#### CDC 7600
Наступний комп'ютер CDC 7600 Сеймура Крея був представлений в 1969 році. З тактовою частотою 37МГц (час циклу — 27,5 наносекунд) він був «лише» в 4 рази швидше CDC 6600 при майже тій же ціні — 7.5 млн доларів. Через відсутність значного стрибка в продуктивності CDC 7600 продавався дещо гірше, ніж CDC 6600.
Спочатку Крей створював комп'ютер під назвою CDC 6800, який планувалося зробити обернено сумісним з CDC 6600. Але потім він відмовився від цього задуму і побудував новий комп'ютер CDC 7600 з нуля. Незважаючи на відмінності в архітектурі, CDC 7600 виявився майже повністю сумісним з CDC 6600 за допомогою компілятора Fortran, який підтримували обидві машини.

#### CDC 8600
Роботу над CDC 8600 Крей почав відразу ж після виходу на ринок CDC 7600. Джим Торнтон (Jim Thornton), який допомагав Крею створювати CDC 6600 і CDC 7600, покинув лабораторію Крея і повернувся в Міннеаполіс в штаб- квартиру CDC, де зайнявся своїм проєктом — комп'ютером CDC STAR-100. Його місце в команді Крея зайняв інженер Les Davis.
Для досягнення ще більш високої продуктивності Крей пішов на радикальний крок — створити унікальну машину з 4 процесорами, що працюють із загальною пам'яттю. Він вирішив ще щільніше упакувати компоненти комп'ютера, щоб скоротити довжину електричних ланцюгів. Для цього розміри плат були збільшені в 5 разів у порівнянні з платами в CDC 7600 і зібрані в модулі по 8 плат у кожному. Кожна така плата споживала 3 кВт електроенергії і виділяла дуже багато тепла, яке треба було відводити. Цю задачу в CDC 8600 знову вирішував Ден Рош (Dean Roush). Між платами були розміщені мідні пластини, які відводили тепло до трубок з фреоном. Одна тільки холодильна установка важила 20 тонн, що було в 3 рази більше, ніж в CDC 6600, і в 2 рази більше ніж в CDC 7600.
За всіма ознаками конструкція CDC 8600 слідувала ідеям «старої школи». Через збільшення компонентів — транзисторів, резисторів, конденсаторів, і великого обсягу пайки — комп'ютер мав ще більше «точок відмови». Через це Крею так і не вдалося домогтися головного — надійності його роботи. Проєкт затягнувся без жодної перспективи і почав викликати тривогу у керівництва компанії CDC. Зрештою CDC вирішила віддати перевагу проєкту STAR-100, а проєкт CDC 8600 Крею запропонували відкласти до кращих часів або взагалі закрити. Крей не побажав цього робити і в лютому 1972 року пішов з CDC.

### Cray Research

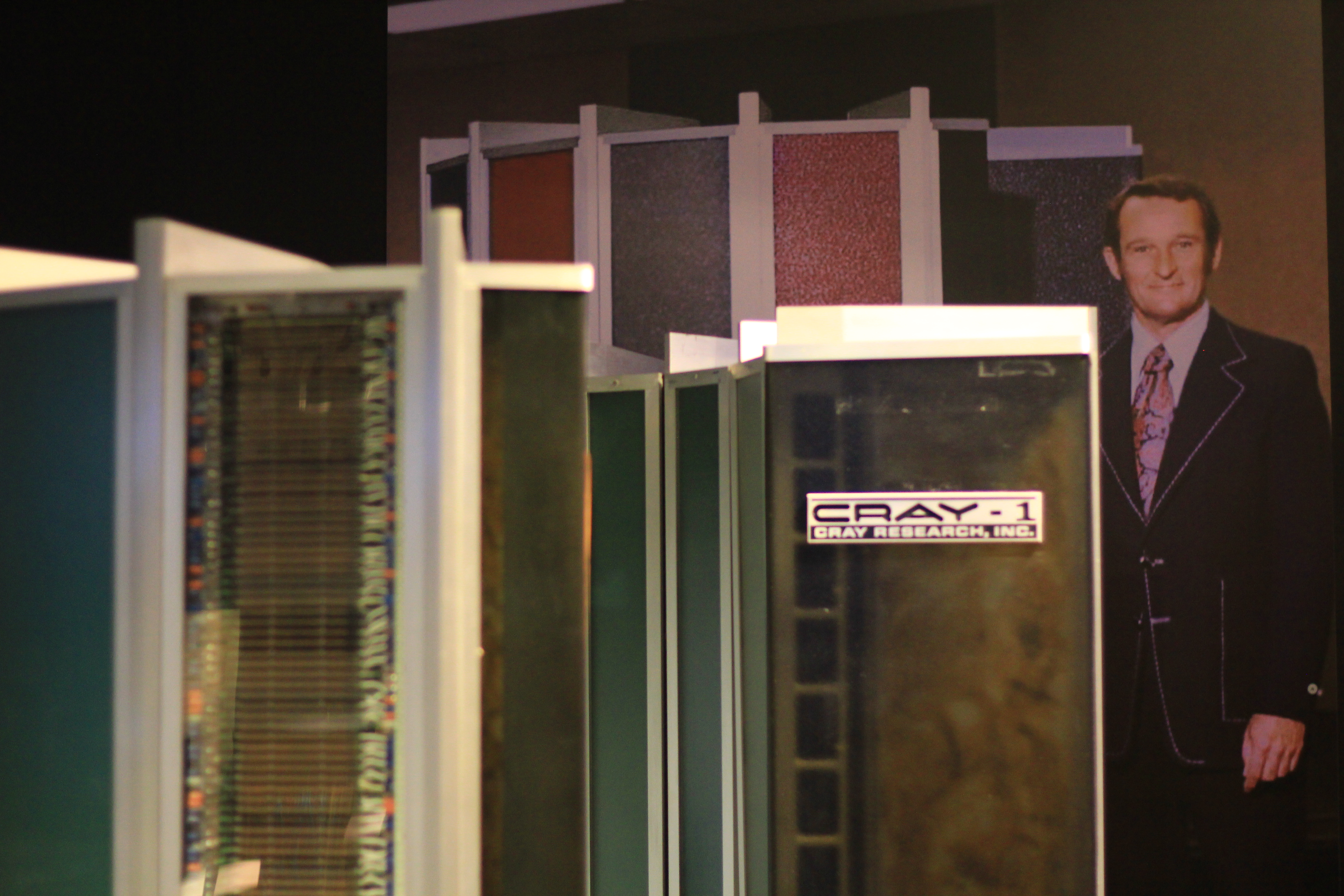
Сеймур Крей

14 лютого 1972 Крей звільнився з CDC і заснував першу зі своїх власних фірм — Cray Research там же в Чиппева-Фоллс. Розставання Крея з CDC було мирним. CDC навіть вклала 500.000 доларів в Cray Research незважаючи на те, що Крей практично ставав їх прямим конкурентом. Створюючи компанію, Крей оголосив, що Cray Research будуватиме по одній моделі комп'ютера за один раз, всі ці комп'ютери будуть суперкомп'ютерами, і Cray Research не займатиметься нічим, крім суперкомп'ютерів.
В Cray Research він створив найшвидші в світі суперкомп'ютери загального призначення: Cray-1 і Cray-2.

#### Cray-1
В Cray-1, Крей врахував помилки проєкту CDC 8600, а також плюси і мінуси проєкту CDC STAR-100. Він відмовився від транзисторів на користь інтегральних мікросхем, від багатопроцесорної системи на користь векторного процесора, реалізував новий принцип роботи процесора з пам'яттю «регістр-регістр», використовував для пам'яті напівпровідники замість феромагнітних сердечників. У 1974 році перші тести машини показали продуктивність 80 MFLOPS. У 1975 році компанія представила комп'ютер Cray-1 публіці.

#### Cray-3
У 1988 році Крей розпочала роботу над новою моделлю — Cray-3. Для досягнення ще більших швидкостей Крей вибрав як компонентну основу для мікросхем арсенід галію. Цей матеріал використовувався досі в космічній галузі для створення швидкодіючих схем для супутників, але ніхто до Крея не наважувався застосувати його в будівництві комп'ютерів. Властивості арсеніду галію дозволяли створювати мікросхеми, що працюють на надвисоких частотах — у шість разів швидше кремнієвих мікросхем: Крей розраховував на тактову частоту 500 МГц (2 наносекунди на такт).
Однак як матеріал арсенід галію дуже крихкий, вихід придатних підкладок дуже низький. Вартість пластини з арсеніду галію складала 300 доларів за штуку в порівняння з 6 доларами за кремнієву. Навіть випробування зібраних модулів викликало проблеми: не було доступного тестового обладнання, здатного працювати на частоті 500 МГц, так що Cray Research доводилося купувати дороге обладнання за спецзамовленням. Все це природно позначалося на майбутній вартості комп'ютера: понад 30 мільйонів доларів.
Робота над проєктом затягнулася, і керівництво компанії Cray Research в 1989 році віддало перевагу іншому проєкту Cray C90, який розроблявся паралельно.

### Cray Computer Corporation

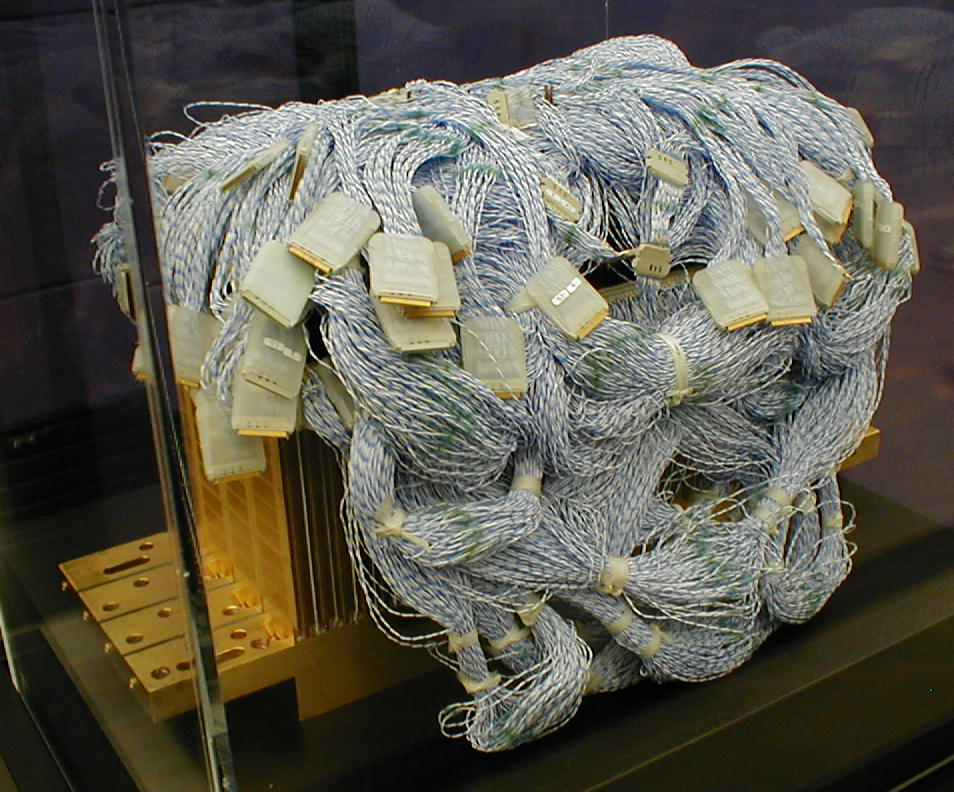
Процесорний модуль Cray-3

15 травня 1989 Крей оголосив про відхід з компанії Cray Research і вирішив продовжити роботу над Cray-3 в рамках нової компанії — Cray Computer Corporation, що розмістилася в Колорадо-Спрінгс. Розставання було мирним: Cray Research вклало в нову компанію Крея 100 мільйонів доларів готівкою і 50 мільйонів додало майном. У Cray Computer Corporation Крей працював підрядником, а не штатним працівником.
Наприкінці серпня 1990 компанії вдалося укласти договір на продаж першого комп'ютера з Ліверморською національною лабораторією. За цим договором Cray-3 повинен був бути поставлений не пізніше червня 1992 з поетапною здачею модулів. До червня 1991 всі етапи були пройдені успішно, проте до грудня 1991 року стало ясно, що здати в термін блок обчислень з плаваючою комою не вдасться. Наприкінці грудня Ліверморська лабораторія повідомила, що відмовляється від контракту на Cray-3 і придбає замість нього комп'ютер C90 у компанії Cray Research.
З втратою свого головного клієнта для компанії Cray Computer Corporation настали важкі часи. Щомісячні витрати компанії становили 5 мільйонів доларів. Список урядових організацій, здатних придбати комп'ютер за 30 мільйонів доларів, скоротився з закінченням Холодної війни і скороченням фінансування на оборону. Не маючи покупця, було вирішено зупинити розробку 16-процесорного варіанта Cray-3 і знайти покупця на 8-процесорну машину.
Незважаючи на все це на початку 1994 року Крей почав роботу над новим комп'ютером — Cray-4, який був більш простою і більш надійною машиною. Робота над Cray-4 просувалась успішніше, ніж над Cray-3. Вдалося досягти тактової частоти 1 ГГц (час такту — 1 нс), загальна вартість машини була в п'ять разів нижче, ніж Cray-3.
В цілому до середини 1994 року робота в компанії налагодилася, вже будувалися плани на машини Cray-5 і Cray-6, а Крей подумував про почесний відхід на пенсію. Проте компанії в умовах економічного спаду не вдалося знайти грошей на оплату поточних витрат і завершення робіт. 24 березня 1995 компанія оголосила про своє банкрутство, витративши в загалом 300 мільйонів доларів на розробку і поставивши безкоштовно на пробу в травні 1993 роки комп'ютер Cray-3 лише одному покупцю — Національному центру атмосферних досліджень, де він так за кілька років і не запрацював коректно і був списаний через 2 дні після того, як Cray Computer Corporation збанкрутувала.
До середини липня 1995 Крей разом з рештою керівників компанії намагався знайти інвестора для продовження робіт, однак випуск моделі Cray T90 компанією Cray Research поставив хрест на перспективах комп'ютера Cray-4.

### SRC Computers
Майже через рік — у липні 1996 — Крей організував нову компанію під назвою SRC Computers(SRC — ініціали його імені «Seymour Roger Cray»), в якій почалася розробка з нуля нової моделі суперкомп'ютера. Відмовляючись від векторного суперкомп'ютера, Крей планував створити багатопроцесорну машину з 512 процесорами від компанії Intel . Розробки тільки почалися, коли 22 вересня 1996 Крей потрапив в автомобільну катастрофу і помер від отриманих травм 2 тижні потому — 5 жовтня 1996 року — у віці 71 рік. Компанія SRC Computers продовжила своє існування і досі займається розробкою комп'ютерних систем, правда не виробляє суперкомп'ютери.

## Машини, створені Креем
| Рік  | Компанія      | Назва    | Швидкодія            | Особливості та примітки                                                                                             |
| ---- | ------------- | -------- | -------------------- | --- |
| 1951 | ERA           | ERA-1103 |                      | Після поглинання ERA комп'ютер випускався під назвою UNIVAC 1103                                                    |
| 1960 | CDC           | CDC 1604 | 0,04-0,2 млн.оп. / с | Перша машина на германієвих транзисторах замість ламп.                                                              |
| 1964 | CDC           | CDC 6600 | 3 MFLOPS             | Перший суперкомп'ютер у світі, використовував VLIW — архітектуру                                                    |
| 1969 | CDC           | CDC 7600 | 10 MFLOPS            | Найшвидший суперкомп'ютер загального призначення з 1971 по 1975 роки                                                |
| 1975 | Cray Research | Cray-1   | 133 MFLOPS           | Застосування архітектури команд «регістр-регістр», перший комерційно успішний векторний суперкомп'ютер              |
| 1985 | Cray Research | Cray-2   | 1,9 GFLOPS           | Плати для поліпшення охолодження були занурені в охолоджуючу рідину. За це машину назвали «комп'ютером в акваріумі» |

## Інженерний підхід
Проєктуючи свої комп'ютери, Сеймур Крей брав за відправну точку швидкість їх роботи. Поставленій швидкісний планці підпорядковувалися всі інші інженерні рішення і підходи: щільна упаковка компонентів системи для скорочення довжини електричних ланцюгів, взаємне розташування модулів комп'ютерів в просторі, форма корпусу машини, скорочений набір команд центрального процесора, економія тактів процесора при обчисленні точності значень з плаваючою комою навіть у збиток простоті програмування машини.
При виборі базового компонента комп'ютера Крей віддавав перевагу перевіреним надійним рішенням, які вже пройшли випробування в інших комп'ютерних системах конкурентів і добре себе зарекомендували. Так, він звернувся до германієвих транзисторів (CDC 1604) через 10 років після їх винаходу, до кремнієвих транзисторів (CDC 6600) — коли була винайдена надійна планарная технологія їх виробництва, до інтегральних мікросхем (Cray-1) — через 10 років після їх появи на ринку. Скрізь, де Сеймуру змінювало почуття міри (CDC 8600 і Cray-3), він зазнавав невдачі.
Сеймур Крей волів сам розробляти всю архітектуру комп'ютера, працюючи з нечисленною командою інженерів як помічниками. Як доказ правильності такого стилю роботи він наводив у приклад проєкт IBM Stretch, який зазнав невдачі через втручання в процес його створення менеджменту компанії IBM усіх рівнів.
У роботі Сеймур ніколи не боявся почати все спочатку, з нового аркуша, якщо розумів, що проєкт зайшов у глухий кут. На жаль з фінансової точки зору такий підхід часто обходився дуже дорого (проєкт CDC 8600, проєкт Cray-3).

## Особисті якості
Сеймур Крей завжди був в першу чергу інженером і в останню — бізнесменом. Він намагався весь свій час приділяти роботі і не любив відволікатися на адміністративні справи. У 1966 році він подав у відставку з поста члена ради директорів компанії CDC, щоб не відвідувати засідання ради і не відволікатися від роботи. У 1980 році з тією ж метою він покинув пост глави своєї компанії Cray Research і став працювати в ній як незалежний підрядник (independednt contractor). Навіть будучи мільйонером і керівником міжнародної компанії Сеймур ніколи не гребував взяти в руки паяльник і самостійно зібрати потрібний комп'ютерний модуль.
Сеймур Крей любив усамітнення, в якому йому найкраще думалося, не любив публічності, уваги преси і не часто давав інтерв'ю. Переїхавши зі своєю командою в окрему лабораторію в Чиппева-Фоллс, він заборонив керівництву CDC з'являтися в ній без її попередньої згоди. Щоб не відволікатися на відвідування Білого Дому і зустріч з Президентом США, він відмовився від честі бути удостоєним Національною медаллю США в області технологій та інновацій. Для більшого зосередження Сеймур придумав собі оригінальне хобі — під своїм будинком він копав тунель. Одного разу він ледве встиг вискочити з тунелю, коли в нього з поверхні провалилося дерево. Жартома Сеймур говорив репортерам, що в тунелі його відвідують гірські ельфи, які йому підказують правильні інженерні рішення.

## Цікаві факти
- У 1971 році керівництво компанії CDC зажадало від Крея скоротити на 10% витрати своєї лабораторії. У його лабораторії працювало всього 40 інженерів, проєкт CDC 8600 вимагав дуже великих зусиль, а скорочення витрат на 10% означало звільнення 4 осіб з команди. Щоб не жертвувати ніким, Сеймур Крей скоротив витрати за рахунок себе і відмовився від своєї зарплати. CDC платило йому мінімальну зарплату, дозволену по трудовому кодексу США, — 1,25 долара США за годину.
- Вибір місця для своєї лабораторії в 1962 році Сеймур Крей пояснював керівництву CDC тим, що Міннеаполіс, як великий промисловий центр США, напевно входить в список цілей при нанесення ядерного удару країнами Варшавського блоку, і він, мовляв, намагається бути подалі від епіцентру вибуху. Насправді Чиппева-Фоллс був досить далеко від штаб-квартири CDC, щоб менеджери CDC не витрачалися на дорогі міжміські телефонні дзвінки через дрібниці і не надто часто приїжджали на автомобілі.
- При переїзді до Чиппева-Фоллс Сеймур сам спроєктував свій будинок, цокольний поверх якого був перетворений на справжнє укріплене протиядерне бомбосховище з басейном, у якому можна було зберігати питну воду, і паливним баком на 10 000 галонів, здатним забезпечити будинок теплом на 4 роки.

## Нагороди
- IEEE Computer Society W. Wallace McDowell Award за 1968 рік[18]
- IEEE Computer Society Harry Goode Award за 1972 рік[19]
- IEEE Computer Society Eckert-Mauchly Award за 1989 рік[20]
- MCI Information Technology Leadership Award for Innovation за 1994 рік[1]

## Особисте життя
- Батько: Сеймур Крей (Seymour Cray) — будівельник
- Мати: Верен Крей (Verene Cray) — домогосподарка
- Молодша сестра: Керол Керстен (Carol Kersten)
- Перша дружина: Верен (Verene), розлучилися в 1975 році, від шлюбу — 3 дітей
- Друга дружина: Гері М. Харранд (Geri M. Harrand), одружилися в 1980 році
- Донька: Сюзан (Susan Cray Borman)
- Донька: Каролін (Carolyn Cray Arnold)
- Син: Стівен (Steven Cray) — юрист

## Пам'ять
- На честь Сеймура Крея в 1997 році заснована нагорода «Seymour Cray Computer Engineering Award», яка вручається щорічно IEEE Computer Society